# Гердень
Ге́рдень (ум. 1267) — князь Нальшанский. Сын Давила.

## Краткие сведения
Упоминается как Гердень Нальшанский (Gerdine de Nailse) в качестве родственника (consangwinei) и свидетеля Миндовга в грамоте, в которой записан четвёртым после самого Миндовга, брата его жены Лангвинуса (Langwinus sororius noster), приближённых бояр и Парбуса (Parbusse de Nere). Некоторыми исследователями грамота считается подделкой.
В надёжных источниках впервые упоминается под 1264 годом, когда выступил посредником при заключении договора от 23 декабря между ливонским магистром и Ригой с одной стороны и Полоцком и Витебском с другой о подтверждении условий договора, ранее заключённого полоцким князем Константином. Договор подтверждал передачу земель на востоке Латгалии и замок Резну (Резекне) немцам в обмен на гарантии безопасности, регулировал правила торговли и рассмотрения судебных дел между сторонами. В частности, подтверждалось право полоцких и витебских купцов торговать в Риге и на Готланде, а немецких — в Полоцкой земле. Судебные дела должны были рассматриваться по месту жительства ответчика.
На основании этого документа некоторые исследователи полагают, что Гердень был полоцким князем, хотя в договоре он таковым не назван. Кроме того, в 1265 году как полоцкий князь называется Изяслав, что сторонники версии о полоцком княжении Герденя объясняли ошибкой переписчика, считая, что Изяслав княжил только в Витебске.
Вторая половина 60-х годов XIII века прошла для Герденя в борьбе с князем Довмонтом. Став псковским князем, Довмонт не прекратил борьбу с Герденем. Вражду между ними обычно объясняют тем, что после подчинения Нальшан великий князь литовский Войшелк передал их Герденю, чем был недоволен Довмонт, также претендовавший на эти земли.
В 1266 году Довмонт с 270 псковичами разграбил «землю Литовскую» — владения Герденя, при этом захватив в плен его жену Евпраксию (то есть свою тётку) и двоих сыновей. Гердень, собрав войско из 700 человек, вместе с другими князьями начал погоню, но 18 июня попал в организованную Довмонтом засаду и был вынужден спасаться бегством. Следующей зимой Довмонт снова пошёл на Литву, а в 1267 году организовал в поход с псковичами и новгородцами, во время которого Гердень и был убит.
Сын Герденя Андрей в 1289—1316 годах был тверским епископом, скончался в 1323 году. Имя второго сына неизвестно.
Брат Герденя Вит некоторыми историческими источниками называется великим князем литовским непосредственно перед Тройденем.

## См. Также
- Гинвил (князь полоцкий)